# 7 mars 1942
Le samedi 7 mars 1942 est le 66e jour de l'année 1942.

## Naissances
- Alain Cortade, personnalité politique française
- Audrey Arno (morte le 9 juin 2012), chanteuse allemande
- Christopher Seaman, chef d'orchestre britannique
- Daniel-Henri Vincent, écrivain français
- Erik Clausen, acteur, réalisateur et scénariste danois.
- Georges Sebbag, écrivain et philosophe français
- Hamilton Bohannon (mort le 24 avril 2020), musicien américain
- Ivar Eriksen, ancien patineur de vitesse norvégien
- James McLendon (mort le 12 mars 1982), écrivain américain
- John Hanson, réalisateur américain
- John McDowell, philosophe contemporain sud-africain
- Luciano Odorisio, cinéaste italien
- Michael Eisner, homme d'affaires américain
- Paul Preuss, écrivain américain de science-fiction
- Rémy Cazals, historien français
- René Malo, producteur canadien
- Waiphot Phetsuphan, chanteur thaïlandais
- Yoland Bresson (mort le 22 août 2014), économiste français

## Décès
- Édouard Redont (né le 13 février 1862), architecte paysagiste
- Émile Mathias (né le 15 août 1861), physicien français
- Lucy Parsons (née en 1851), syndicaliste, socialiste radicale et anarcho-communiste
- Pierre Semard (né le 15 février 1887), personnalité politique française

## Événements
- Les Japonais débarquent en Nouvelle-Guinée
- Début du barrage routier de Taukkyan
- Bataille de Pégou en Birmanie
- Création du club de football RKVFC Sithoc